# Versorgungsstufe
Versorgungsstufe ist ein Begriff aus der Krankenhausplanung in Deutschland. Mit dem per 17. August 2006 dann später wieder aufgehobenen Krankenhaus-Kostendämpfungsgesetz (KHKG) vom 22. Dezember 1981 (BGBl. I s. 1568) sollten die Instrumentarien zur Krankenhaus-Bedarfsplanung verbessert und eine Änderung in der Investitionsförderung bewirkt werden. Die Krankenhäuser wurden von den Bundesländern fortan bis auf weiteres in den Krankenhausplänen in vier Versorgungsstufen eingeteilt.
Aktuell teilen einige Bundesländer in ihren Landeskrankenhausgesetzen die nach § 108 SGB V für die Krankenhausbehandlung zugelassenen Allgemeinkrankenhäuser in drei oder vier Kategorien ein. Fachkrankenhäuser werden dabei keiner Versorgungsstufe zugeordnet. Die meisten Länder unterscheiden in ihren Krankenhausplänen dagegen nicht nach Versorgungsstufen, sondern differenzieren ihr Angebot an Krankenhausbetten in anderer Weise.

## Vergleich der Strukturen der Krankenhausversorgung nach Ländern vor der Einführung
Bezeichnungen in den Bundesländern nach der Krankenhausbedarfsplanung um 1974:
- Baden-Württemberg:
  - Krankenhaus der Grund- und Ergänzungsversorgung (100 bis 250 Betten)
  - Krankenhaus der Regelversorgung (ca. 460 Betten)
  - Krankenhaus der Zentralversorgung (900 bis über 1200 Betten)
  - Krankenhaus der Maximalversorgung (ca. 1800 Betten)

- Bayern:
  - Krankenhaus der I. Versorgungsstufe (ca. 300 Betten)
  - Krankenhaus der II. Versorgungsstufe (ca. 500 Betten)
  - Krankenhaus der III. Versorgungsstufe (wesentlich über 500 Betten)

- Hessen:
  - Krankenhaus der Mindestversorgung (150 bis 199 Betten)
  - Krankenhaus der Grundversorgung (200 bis 299 Betten)
  - Krankenhaus der Regelversorgung (300 bis 499 Betten)
  - Krankenhaus der Zentralversorgung (500 bis 699 Betten)
  - Krankenhaus der Maximalversorgung (700 bis über 1000 Betten)

- Niedersachsen:
  - Krankenhaus der Grundversorgung (mindestens 100 Betten, in der Regel 200 bis 250 Betten)
  - Krankenhaus der Regelversorgung (mindestens 200 Betten, in der Regel 400 bis 600 Betten)
  - Krankenhaus der Zentralversorgung (mindestens 400 Betten, in der Regel über 600 Betten)

- Nordrhein-Westfalen:
  - Krankenhaus der Grundversorgungsstufe (keine Angaben zur Bettenzahl)
  - Krankenhaus der gehobenen Breitenversorgung (keine Angaben zur Bettenzahl)
  - Krankenhaus der Spitzenversorgung (keine Angaben zur Bettenzahl)

- Rheinland-Pfalz:
  - Krankenhaus der Grundversorgung (bis 250 Betten)
  - Krankenhaus der Regelversorgung (250 bis 500 Betten)
  - Schwerpunktkrankenhäuser (über 500 Betten)
  - Krankenhaus der Maximalversorgung (über 800 Betten)

- Saarland:
  - Krankenhaus der Grundversorgung (bis 250 Betten)
  - Krankenhaus der Regelversorgung (251 bis 350 Betten)
  - Krankenhaus der Zentralversorgung (351 bis 650 Betten)
  - Krankenhaus der Maximalversorgung (über 651 Betten)

- Schleswig-Holstein:
  - Regelkrankenhaus (mindestens 300 Betten)
  - Schwerpunktkrankenhaus (mindestens 370 Betten)
  - Zentralkrankenhaus (mindestens 1360 Betten)

## Regelungen mit Versorgungsstufen
Wurde früher üblicherweise nach vier Versorgungsstufen differenziert (Grund-, Regel-, Schwerpunkt- und Maximalversorgung), werden heute durch Zusammenlegung der ersten beiden Stufen oftmals nur noch drei Versorgungsstufen definiert.

### Bayern
In Bayern regelt der Krankenhausplan des Freistaates Bayern die Versorgungsstufen wie folgt:
I. Versorgungsstufe
Diese Krankenhäuser dienen der Grundversorgung. Krankenhäuser der I. Versorgungsstufe sollen in Abhängigkeit vom bestehenden Bedarf an akutstationärer Grundversorgung in Oberzentren und Mittelzentren zur Verfügung gestellt werden.
II. Versorgungsstufe
Diese Krankenhäuser erfüllen in Diagnose und Therapie auch überörtliche Schwerpunktaufgaben. Krankenhäuser der II. Versorgungsstufe sollen entsprechend dem im Einzelfall gegebenen Bedarf an differenzierter Schwerpunktversorgung in Oberzentren zur Verfügung gestellt werden.
III. Versorgungsstufe
Diese Krankenhäuser halten im Rahmen des Bedarfs ein umfassendes und differenziertes Leistungsangebot sowie entsprechend medizinisch-technische Einrichtungen vor. Hochschulkliniken nehmen Aufgaben der III. Versorgungsstufe wahr. Sie sind unter Berücksichtigung ihrer Aufgaben aus Forschung und Lehre in die Krankenhausplanung einzubeziehen. Krankenhäuser der III. Versorgungsstufe sollen je nach Bedarfslage in Oberzentren zur Verfügung gestellt werden.

### Brandenburg
In Brandenburg werden die Allgemeinkrankenhäuser gemäß Krankenhausplan des Landes Brandenburg in drei Versorgungsstufen unterteilt, wobei in jedem der fünf Versorgungsgebiete mindestens ein Krankenhaus der Schwerpunktversorgung vertreten ist.
I. Versorgungsstufe
Krankenhäuser der Grundversorgung sollen in jeder Region wohnortnah die Versorgung für die am häufigsten auftretenden Krankheiten absichern. Sie sollen in der Regel die Fachabteilungen Innere Medizin und Chirurgie vorhalten. In den meisten Krankenhäusern der Grundversorgung wird ein weiteres Fachgebiet geführt, welches das Leistungsangebot abrundet. Das Leistungsangebot der Krankenhäuser der Grundversorgung soll in den Fachgebieten Chirurgie und Innere Medizin darauf ausgerichtet sein, medizinisch allgemein etablierte Behandlungsformen zu erbringen.
II. Versorgungsstufe
Krankenhäuser der Regelversorgung verfügen über ein größeres Leistungsspektrum als Krankenhäuser der Grundversorgung und dienen der spezialisierten Versorgung innerhalb einer Teilregion der Versorgungsgebiete. Das Leistungsangebot der Regelversorgungshäuser reicht über die Grundversorgung hinaus und kann sich in hohem Maße der Behandlung von speziellen Krankheitsbildern und einem Angebot spezialisierter Behandlungsformen zuwenden.
Daneben gibt es die Versorgungsstufe Krankenhäuser der Qualifizierten Regelversorgung für besonders leistungsstarke Krankenhäuser der Regelversorgung.
III. Versorgungsstufe
Krankenhäuser der Schwerpunktversorgung bilden den größten Disziplinenspiegel in der Versorgungsregion ab und dienen neben der Grundversorgung für den regionalen Bereich der Versorgung in Fachgebieten mit geringerem Fallzahlaufkommen sowie der Versorgung von schweren und komplexen Krankheitsfällen, die in den Krankenhäusern der anderen Versorgungsstufen im Versorgungsgebiet nicht angemessen behandelt werden können.

### Rheinland-Pfalz
Das Land Rheinland-Pfalz hat in § 6 Landeskrankenhausgesetz (LKG) die Einteilung in Versorgungsstufen festgelegt, ohne diese näher zu definieren. Die Definition der einzelnen Versorgungsstufen erfolgt im Landeskrankenhausplan, der derzeit folgende Versorgungsstufen vorsieht:
- Krankenhäuser der Grundversorgung
- Krankenhäuser der Regelversorgung
- Schwerpunktkrankenhäuser
- Krankenhäuser der Maximalversorgung

### Sachsen
In Sachsen werden die drei Versorgungsstufen in § 4 Abs. 2 SächsKHG folgendermaßen definiert:
I. Versorgungsstufe
Krankenhäuser der Regelversorgung müssen die Fachrichtungen Chirurgie und/oder Innere Medizin umfassen. Wird ein entsprechender Bedarf festgestellt, können sie daneben zum Beispiel die Fachrichtungen Gynäkologie und Geburtshilfe, Augenheilkunde, Hals-Nasen-Ohrenheilkunde, Orthopädie, Pädiatrie, Psychiatrie und Urologie vorhalten. Eigene Abteilungen für Teilgebiete einer Fachrichtung im Sinne der Weiterbildungsordnung der Sächsischen Landesärztekammer sollen sie nicht vorhalten.
II. Versorgungsstufe
Krankenhäuser der Schwerpunktversorgung erfüllen in Diagnose und Therapie auch überörtliche Schwerpunktaufgaben. Sie umfassen die Fachrichtungen Chirurgie und Innere Medizin, Gynäkologie und Geburtshilfe, Augenheilkunde, Hals-Nasen-Ohrenheilkunde, Orthopädie, Pädiatrie und Urologie. Wird ein entsprechender Bedarf festgestellt, können sie auch die Fachrichtungen Dermatologie, Mund-, Kiefer- und Gesichtschirurgie, Neurologie und Psychiatrie vorhalten.
III. Versorgungsstufe
Krankenhäuser der Maximalversorgung müssen im Rahmen des Bedarfs mit ihren Leistungsangeboten über Krankenhäuser der Schwerpunktversorgung wesentlich hinausgehen. Sie sollen die entsprechenden hochdifferenzierten medizinisch-technischen Einrichtungen vorhalten. Universitätskliniken nehmen Aufgaben der Maximalversorgung wahr. Sie sind unter Berücksichtigung ihrer Aufgaben aus Forschung und Lehre in die Krankenhausplanung einzubeziehen.

### Sachsen-Anhalt
Das Land Sachsen-Anhalt setzt in § 3 Landeskrankenhausgesetz (KHG LSA) ebenfalls Versorgungsstufen voraus, die gemäß § 3 Abs. 2 KHG LSA von Land, Kommunen, Krankenhausgesellschaft und Verbänden der gesetzlichen und privaten Krankenversicherung in gemeinsamen Rahmenvorgaben definiert werden.
„Der Versorgungsauftrag eines Krankenhauses wird mittels Zuordnung zu einer Versorgungsstufe definiert. Für alle Versorgungsstufen gelten die Kriterien zur qualitätsgerechten Leistungserbringung entsprechend den Anforderungen des SGB V und den Leitlinien für das Fachgebiet.“
Es bestehen vier Versorgungsstufen:
1. Basisversorgung
  - „Krankenhäuser der Basisversorgung sollen in jeder Region wohnortnah die Versorgung für die am häufigsten auftretenden Krankheitsfälle absichern. Sie bilden den Eckpfeiler für eine moderne, hochwertige stationäre Versorgung. Sie sollen die Fachrichtungen Innere Medizin und/oder Chirurgie vorhalten. Das Versorgungsangebot soll durch andere Fachgebiete ergänzt werden und sie sollen an der 24-Stunden Notfallversorgung teilnehmen. Sie sollen entsprechend ihres Versorgungsauftrages mit Krankenhäusern im Land und angrenzenden Regionen, mit niedergelassenen Ärztinnen und Ärzten sowie mit weiteren an der Gesundheitsversorgung beteiligten Einrichtungen kooperieren.“
2. Schwerpunktversorgung
  - "In Krankenhäusern der Schwerpunktversorgung werden seltener auftretende und/oder schwerwiegendere Krankheitsfälle diagnostisch und therapeutisch behandelt. Sie halten an einem Standort neben den Fachrichtungen Innere Medizin und Chirurgie mindestens vier weitere bettenführende Fachrichtungen als Hauptabteilung vor. Darüber hinaus halten sie an diesem Standort (...) mindestens vier Facharzt- und/oder Schwerpunktkompetenzen vor. Von diesen Kompetenzen muss mindestens eine Korrespondenz zwischen den Fachabteilungen Chirurgie und Innere Medizin bestehen.
  - Übersicht siehe Rahmenvorgaben für Versorgungs- und Qualitätsziele der Krankenhausplanung in Sachsen-Anhalt Bek. des MS vom 6. September 2022 – 41201 [S. 470]
  - Das Fehlen einer Fachrichtung kann durch zwei weitere Korrespondenzen von Schwerpunktkompetenzen ausgeglichen werden.
  - Die Einrichtungen nehmen an der 24-Stunden Notfallversorgung, entsprechend der unter Punkt 3.3 aufgeführten Kriterien, teil. Darüber ist vorzuhalten: • eine 24-Stunden-Bereitschaft für CT und Labor Diagnostik und • 24-Stunden-Bereitschaft Linksherzkatheter, • eine Intensivtherapiestation. Die vollstationäre Fallzahl an einem Standort beträgt mindestens 16.000 Fälle. Bei Unterschreitung dieser Maßzahl erfolgt eine Anhörung im Krankenhausplanungsausschuss. Sie kooperieren entsprechend ihres Versorgungsauftrages mit Krankenhäusern im Land und angrenzenden Regionen, mit niedergelassenen Ärzten sowie mit weiteren an der Gesundheitsversorgung beteiligten Einrichtungen."
3. Spezialversorgung
  - „In Krankenhäusern der Spezialversorgung werden spezifische Krankheiten behandelt. Sie können mit den vorhandenen Fachabteilungen korrespondierende Facharzt- oder Schwerpunktkompetenzen vorhalten. Sie kooperieren entsprechend ihres Versorgungsauftrages mit Krankenhäusern im Land und angrenzenden Regionen, mit niedergelassenen Ärzten sowie mit weiteren an der Gesundheitsversorgung beteiligten Einrichtungen.“
4. Universitäre Versorgung
  - „Die Universitätsklinika nehmen Aufgaben der Krankenversorgung für Forschung und Lehre sowie innerhalb des Versorgungsauftrages wahr. Insbesondere in der Hochleistungsmedizin werden in und zwischen den Universitätsklinika die Kompetenzen auf die Forschungsschwerpunkte abgestimmt. Zur Erfüllung ihrer Aufgaben kooperieren sie regional, national und international mit anderen Einrichtungen der Gesundheitsversorgung.“

## Schlagwort Supramaximalversorgung
Verschiedene Universitätskrankenhäuser beanspruchen für sich als Krankenhaus der Supramaximalversorgung zu gelten. Diese Bezeichnung existiert zwar nicht in den Krankenhausbedarfsplänen, verdeutlicht aber die besondere Rolle der universitären Medizin bei der Behandlung hochkomplexer Fälle und seltener Erkrankungen. Der Begriff wurde durch den ehemaligen Vizepräsidenten der Medizinischen Hochschule Hannover, Andreas Tecklenburg geprägt.

## Regelungen ohne Versorgungsstufen
Die meisten Bundesländer verzichten in ihren Krankenhausgesetzen auf die Einteilung der Krankenhäuser in Versorgungsstufen.

### Bremen, Niedersachsen
In den Gesetzen von Bremen (§ 4 BremKrhG) und Hamburg (§ 15 HmbKHG) sind Versorgungsschwerpunkte genannt, die jedoch eine andere Bedeutung haben als Versorgungsstufen. In Niedersachsen werden die im Krankenhausplan aufgeführten Krankenhäuser gemäß § 3 Abs. 3 Nds KHG nach medizinischen Fachrichtungen, Planbetten und Funktionseinheiten sowie Ausbildungsstätten nach § 2 Nr. 1 a KHG gegliedert.

### Hessen
In Hessen wurde mit der Novellierung des Krankenhausgesetzes im Jahr 2002 die Unterscheidung von Versorgungsstufen faktisch abgeschafft (siehe § 17 HKHG).

### NRW und weitere
In Nordrhein-Westfalen werden bis 2025 nach §§ 12, 16 KHGG NRW im Bescheid über die Aufnahme eines Krankenhauses in den Krankenhausplan u. a. das Versorgungsgebiet, die Versorgungsregion für die psychiatrische Pflichtversorgung, die Gesamtzahl der Planbetten, die Art der Abteilungen mit ihrer Planbettenzahl und ihren Behandlungsplätzen sowie die Ausbildungsstätten nach § 2 Nr. 1a KHG aufgenommen. Ähnliche Vorschriften bestehen in Baden-Württemberg (§ 6 LKHG), Berlin (§ 4 LKG), Mecklenburg-Vorpommern (§ 24 LKHG M-V), Saarland (§ 23 SaarKHG), Thüringen (§ 4 ThürKHG).

## Neuausrichtung in NRW mit einer auf Leistungsgruppen ausgerichteten Krankenhausplanung
Im April 2022 wurde für Nordrhein-Westfalen der „Neue Krankenhausplan NRW“ veröffentlicht. Hier wird nun u. a. ausführlich mit Definitionen von Medizinischen NRW-Leistungsgruppen und einer damit erstellten Leistungsgruppensystematik als Zuordnungsbasis gearbeitet. Dessen Umsetzung wurde inklusive intensivem Austausch unter all den Beteiligten seit dem Jahr 2022 vorbereitet und erfolgte dann seitens dem MAGS-NRW zu Beginn 2025, wobei aber zahlreiche NRW-Krankenhäuser zunächst direkt Rechtsmittel dagegen einlegten.

## Auswirkung des KHVVG von Ende 2024 auf die Systematik der Versorgungsstufen
Das Ende 2024 verabschiedete Krankenhausversorgungsverbesserungsgesetz (KHVVG) wird Auswirkungen auf die Sicht bzw. die Systematik der Versorgungsstufen haben. Eine zunächst beabsichtigte Einführung von 3 unterschiedlichen Stufen, bezeichnet als „Level“, wurde zwar im Gesetzgebungsverfahren herausgenommen, übrig geblieben ist im Gesetz davon aber die Einführung einer Einstufungsmöglichkeit in „Level-1i-Kliniken“. Level-1i-Kliniken sollen demnach sektorübergreifende Versorgungseinheiten sein, die die stationäre Krankenhausbehandlung in Deutschland ausgeprägt mit ambulanten und pflegerischen Leistungen verbindet.

## Tabelle: Anzahl Krankenhäuser je Krankenhausbettenstufe
| Anzahl der Betten  | Anzahl der allgemeinen Krankenhäuser | Anzahl der allgemeinen Krankenhäuser | Anzahl der allgemeinen Krankenhäuser | Anzahl der allgemeinen Krankenhäuser | Anzahl der allgemeinen Krankenhäuser | Anzahl der allgemeinen Krankenhäuser | Anzahl der allgemeinen Krankenhäuser |
| Anzahl der Betten  | 1991                                 | 2000                                 | 2010                                 | 2015                                 | 2020                                 | 2021                                 | 2022*                                |
| ------------------ | ------------------------------------ | ------------------------------------ | ------------------------------------ | ------------------------------------ | ------------------------------------ | ------------------------------------ | ------------------------------------ |
| 1 bis 49           | 264                                  | 277                                  | 315                                  | 297                                  | 293                                  | 284                                  | 442                                  |
| 50 bis 99          | 275                                  | 240                                  | 228                                  | 191                                  | 178                                  | 173                                  | *                                    |
| 100 (50*) bis 149  | 294                                  | 267                                  | 227                                  | 208                                  | 188                                  | 188                                  | 451                                  |
| 150 bis 199        | 257                                  | 261                                  | 179                                  | 148                                  | 154                                  | 143                                  | *                                    |
| 200 (150*) bis 299 | 397                                  | 346                                  | 266                                  | 228                                  | 212                                  | 222                                  | 424                                  |
| 300 bis 399        | 242                                  | 239                                  | 178                                  | 162                                  | 152                                  | 147                                  | *                                    |
| 400 (300*) bis 499 | 158                                  | 130                                  | 128                                  | 121                                  | 125                                  | 125                                  | 320                                  |
| 500 bis 599        | 85                                   | 86                                   | 81                                   | 94                                   | 80                                   | 78                                   | *                                    |
| 600 (150*) bis 799 | 83                                   | 71                                   | 67                                   | 76                                   | 82                                   | 84                                   | 168                                  |
| 800 bis 999        | 29                                   | 25                                   | 30                                   | 34                                   | 35                                   | 32                                   | *                                    |
| über 1.000         | 80                                   | 61                                   | 59                                   | 60                                   | 59                                   | 58                                   | 88                                   |
| GESAMT             | 2.164                                | 2.003                                | 1.758                                | 1.619                                | 1.558                                | 1.534                                | 1.893                                |

Der * bedeutet: Für Daten ab 2022 gibt Destatis nur noch eine geringere Bettenstufenanzahl an.

## Gegebenheiten in Nachbarstaaten Deutschlands

### Schweiz
Die Schweizer Krankenhausplanung, Spitalplanung genannt, ist u. a. darauf ausgerichtet, bedarfsgerecht und an eine an medizinischen Aspekten orientierte Krankenhausplanung zu sein. Mittels der dortigen Spitalleistungsgruppensystematik (SPLG) sind schweizerische (Medizinische) Leistungsgruppen mit jeweils fest vorgegebenen Anforderungen zu Struktur- und Qualitätsvorgaben oder Mindestfallzahlen vorgegeben und die Schweizer Krankenhäuser müssen sich zur Erbringung der Leistungsgruppen in regelmäßigen Abständen bewerben. Aktuelle Versorgungs-Kennzahlen der Schweizer Spitäler stellt das Schweizer Bundesamt für Gesundheit BAG zur Verfügung bzw. das Schweizer Bundesamt für Statistik.